# Bédarrides
 Bédarrides  (en  occitano Bedarrida) es una población y comuna francesa, en la región de Provenza-Alpes-Costa Azul, departamento de Vaucluse, en el distrito de Aviñón. Es la cabecera del cantón de su nombre.
Está integrada en la Communauté de communes des Pays de Rhône et Ouvèze.

## Demografía
| 1 704 | 1 658 | 1 780 | 2 101 | 2 420 | 2 352 | 2 609 | 2 793 | 2 847 | 3 003 | 3 066 | 2 860 | 2 672 | 2 487 | 2 185 | 2 015 | 2 049 | 2 062 | 2 181 | 2 130 | 1 816 | 1 890 | 1 900 | 1 881 | 1 841 | 2 031 | 2 615 | 2 986 | 3 816 | 4 238 | 4 816 | 5 110 |
| Para los censos de 1962 a 1999 la población legal corresponde a la población sin duplicidades (Fuente: INSEE [Consultar]) |       |       |       |       |       |       |       |       |       |       |       |       |       |       |       |       |       |       |       |       |       |       |       |       |       |       |       |       |       |       |       |